# Jerome Guillen
Jerome Guillen es un ingeniero formado en París, Madrid y Míchigan. De 2010 a 2021 ocupó puestos principales en Tesla Motors siendo una de las personas claves en su crecimiento.

## Estudios
Guillen nació en Cavaillon, Vaucluse, Francia, y creció cerca de Avignon. Asistió a la escuela Ismaël-Dauphin en Cavaillon, y después a la secundaria del Lycée Thiers en Marsella.
En 1993 obtuvo un grado en Ingeniería Mecánica (B.S. in Mechanical Engineering) en la ENSTA (Ecole Nationale Supérieure de Techniques Avancées) de París.
En 1994 obtuvo un máster en Tecnologías Energéticas (M.S. in Energy Technologies) en la ETSII (Escuela Técnica Superior de Ingenieros Industriales) de Madrid mediante el programa de intercambio Erasmus.
En 1999 obtuvo el doctorado en Ingeniería Mecánica (Ph. D. in Mechanical Engineering) en la Universidad de Míchigan, Estados Unidos.
Tras su doctorado, Guillen fue contratado por McKinsey & Company.

## Daimler

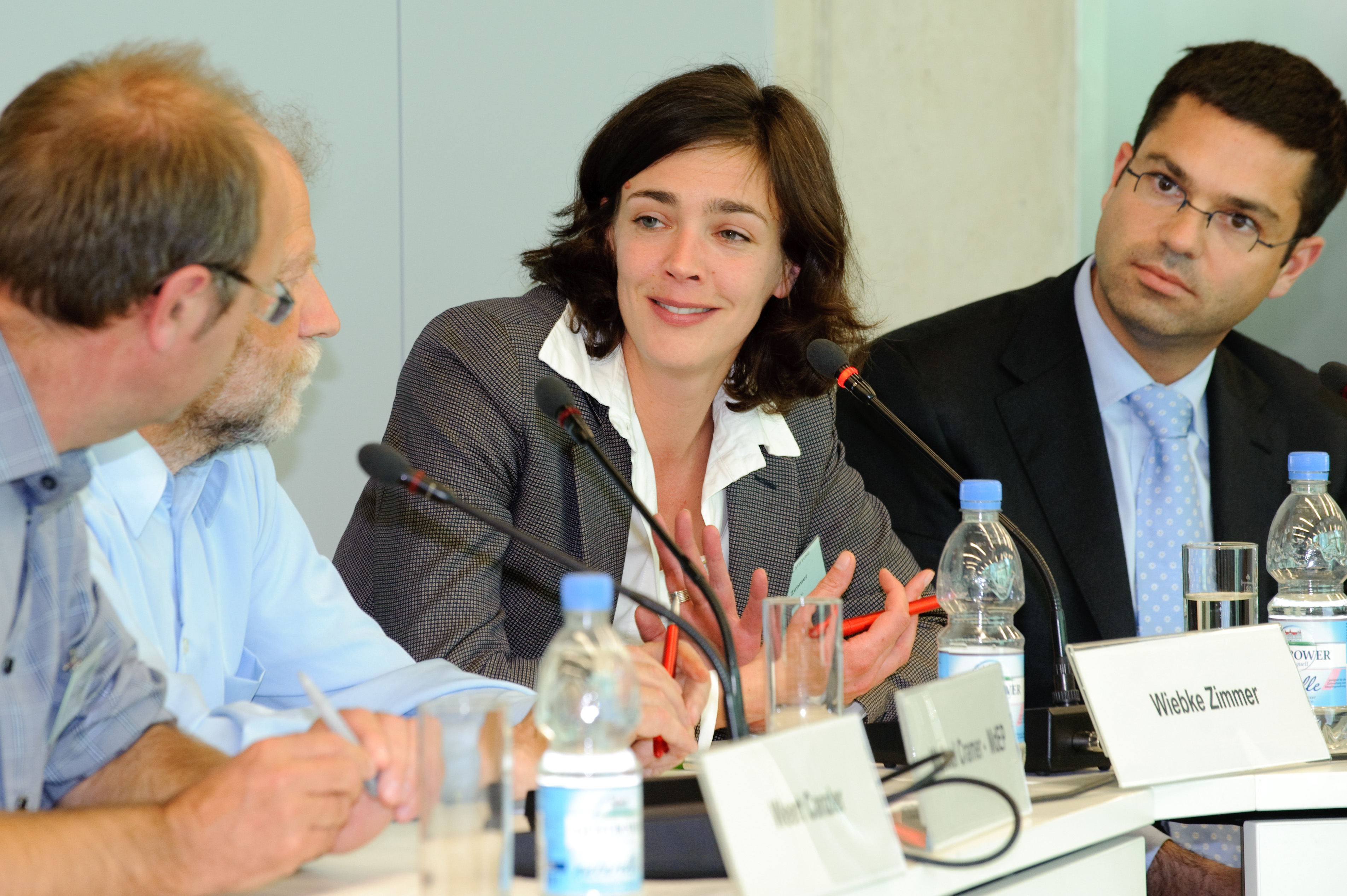
Jerome Guillen a la derecha.

Comenzó a trabajar en Daimler AG como ingeniero.
Más adelante trabajó para Daimler Trucks North America LLC como Director (General Manager) del programa Cascadia, responsable del desarrollo e introducción de una nueva generación de camiones de la clase 8. Gestionó todos los aspectos del desarrollo de la línea de producción, incluyendo ingeniería, mercadotecnia, finanzas, compras, fabricación y control de calidad.
Trabajó en Daimler creando y dirigiendo el departamento de innovación en el negocio (Business Innovation department) reportando directamente al presidente del consejo de gestión.
Desde Daimler creó la compañía de coches compartidos Car2go con miles de coches, algunos de ellos eléctricos en las ciudades de Ulm,  Ámsterdam, Düsseldorf, Lyon, Hamburgo, Vancouver y Austin. Compitió en el concurso de coches compartidos para París pero fue el grupo Bollore el que ganó.
A finales de 2010 Daimler poseía el 5% de las acciones de Tesla Motors. Jerome Guillen dejó de forma amistosa Daimler para ir a Tesla Motors como jefe de programa del Tesla Model S.

## Tesla Motors

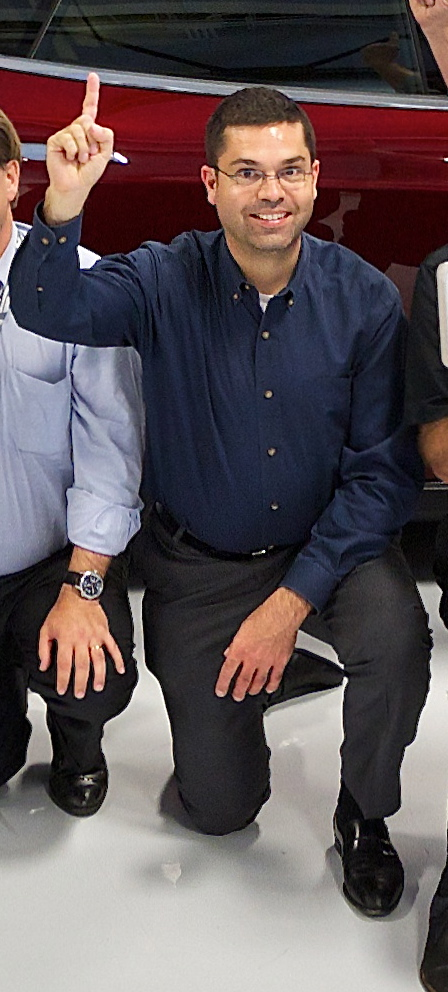
Jerome Guillen junto al primer Tesla Model S entregado a Steve Jurvetson en 2012.

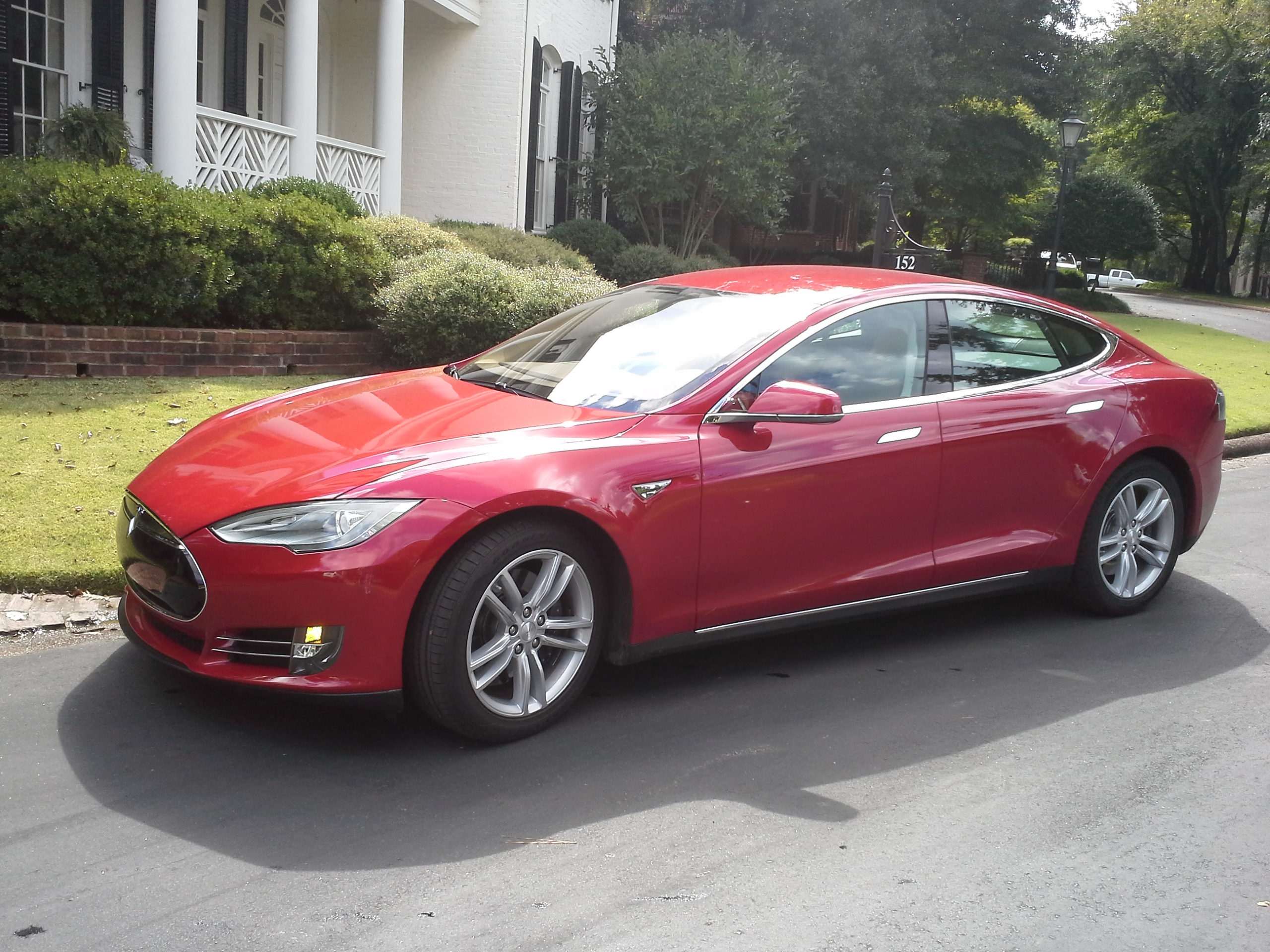
Tesla Model S

Fue el director del programa del Tesla Model S durante su desarrollo dirigiendo el equipo de ingeniería durante la homologación y lanzamiento.
Dirigió el servicio y ventas de Tesla Motors para todo el mundo. Se centró en proporcionar calidad en la venta, entrega y servicio a los clientes de Tesla. También fue el responsable de la expansión geográfica de Tesla a través de tiendas y centros de servicio.
Las entregas del Tesla Model S comenzaron el 22 de junio de 2012.
| Desde   | Hasta   | Cargo                                                                                                   |
| ------- | ------- | --- |
| 11-2010 | 04-2013 | Director del programa Tesla Model S (Program Director)                                                  |
| 01-2012 |         | Vicepresidente de Ingeniería de Vehículo (Acting Vice-President, Vehicle Engineering)                   |
| 04-2013 | 03-2015 | Vicepresidente de Ventas Globales y Servicio (Vice-President, Worldwide Sales and Service)              |
| 07-2016 |         | Director del programa de camiones Tesla Semi                                                            |
| 06-2018 |         | Director de la Factoría de Montaje 4 para el Tesla Model 3. (Leading Tesla Model 3, General Assembly 4) |
| 09-2018 | 03-2021 | Presidente de Automoción. (President, Automotive)                                                       |
| 03-2021 | 06-2021 | Presidente de Camiones en Tesla. (President, Tesla Heavy Trucking)                                      |

El 3 de junio de 2021 Jerome Guillen abandonó Tesla. Tesla agradeció sus numerosas contribuciones y le deseó una carrera próspera.
En marzo de 2020 Tesla fabricó su vehículo eléctrico número un millón, siendo la primera marca en hacerlo. En 2021 tenía el objetivo de fabricar un millón de vehículos.
El 1 de julio de 2010 la acción de Tesla cotizaba a 4 USD y el 17 de junio de 2021 estaba a 604 USD.
En junio de 2021 Tesla era el primer fabricante de automóviles por capitalización bursátil con 582 690 millones de USD.

### Remuneración
Como Vice President-World Wide Sales & Services  en Tesla Motors, Jerome Guillen recibió una remuneración total de 263 893 USD en 2013.
En 2015 tenía una remuneración de 4.5 millones de USD al año.
En 2018 y 2019 tuvo un salario de 301 154 USD. En 2020 cobró un salario de 283 269 USD debido a la reducción temporal que impuso Tesla por las condiciones del mercado global.
A 31 de diciembre de 2020 Jerome Guillen poseía 587 302 acciones de Tesla.